# Roi Et
Roi Et, (thai:  ร้อยเอ็ด) är en provins (changwat) i nordöstra Thailand. Provinsen hade år 2000 1 256 458 invånare på en areal av 8 299,4 km². Provinshuvudstaden är Roi Et town.

## Administrativ indelning
Provinsen är indelad i 20 distrikt (amphoe). Distrikten är i sin tur indelade i 193 subdistrikt (tambon) och 2311 byar (muban). 